# Adenauerallee 91a (Bonn)

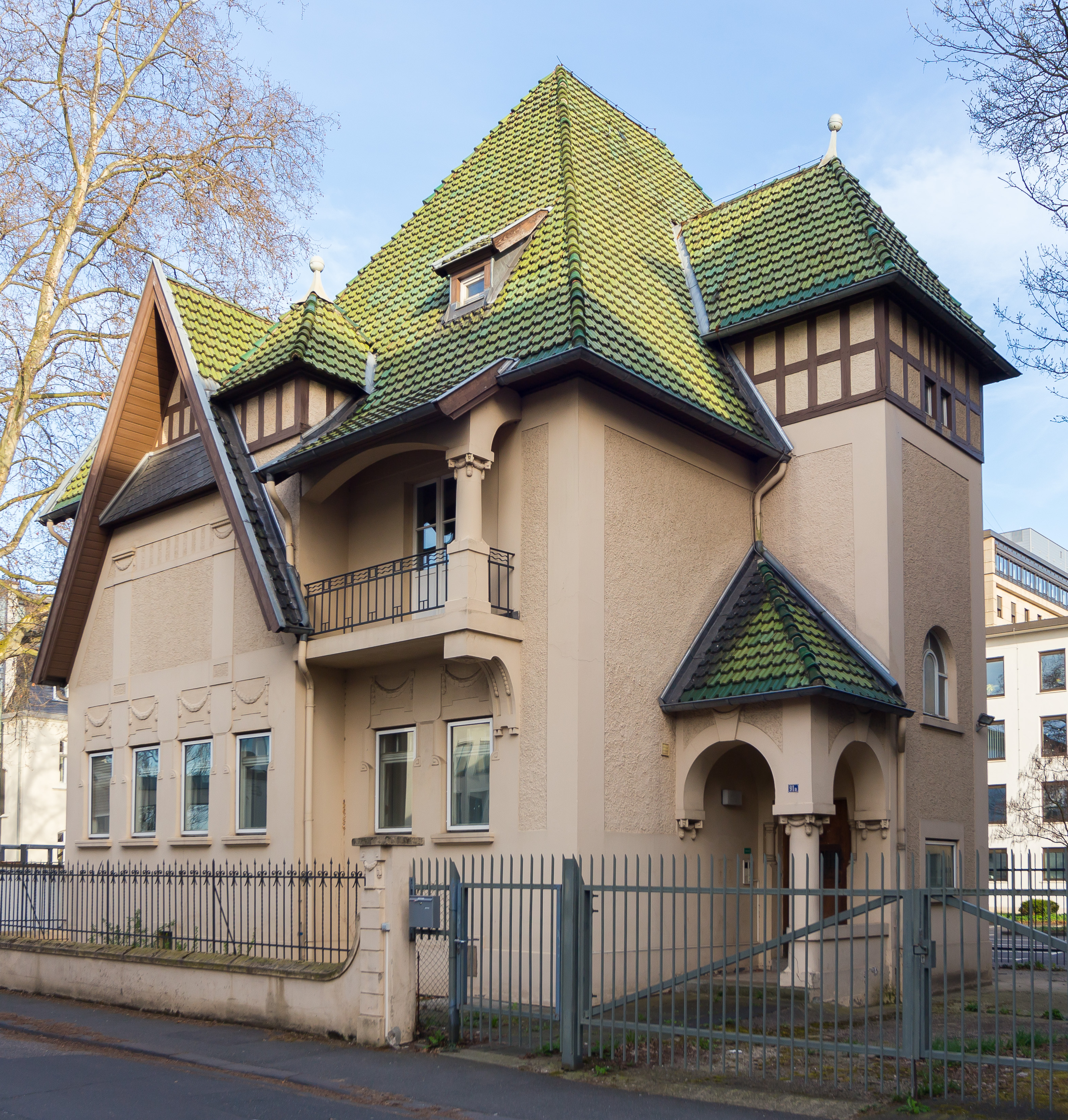
Villa Scheidgen (2013)

Das Gebäude Adenauerallee 91a (auch Villa Scheidgen) ist eine Villa im Bonner Ortsteil Gronau, die 1905 errichtet wurde. Sie liegt an der Südseite einer Stichstraße zwischen Adenauerallee (B 9) im Westen und Rheinufer im Osten. Die Villa steht als Baudenkmal unter Denkmalschutz.

## Geschichte

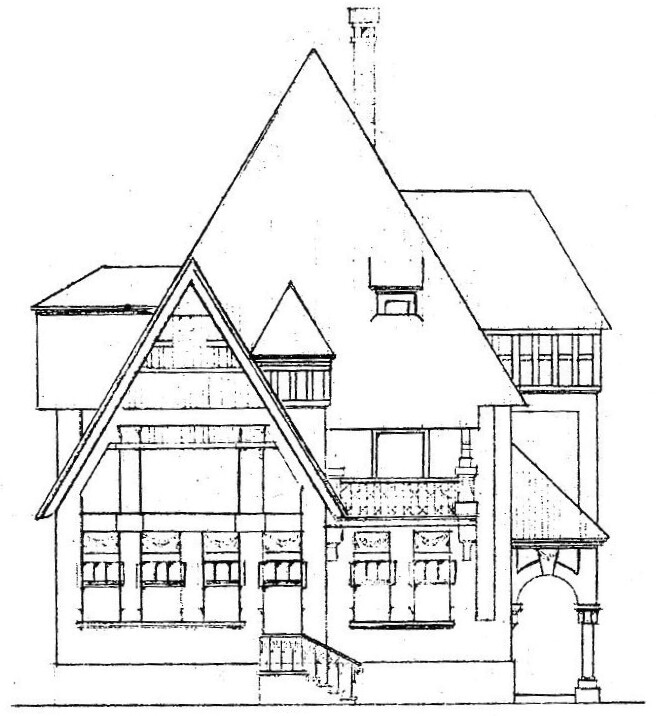
Aufriss der Straßenfront (1906)

Die Villa entstand für den Bauherrn und nach einem Entwurf des Bonner Architekten August Scheidgen, der sie als Wohnhaus und Sitz seines Architekturbüros nutzen wollte. Im Mai 1905 ging ein erster Bauantrag ein, im September wurde die Baugenehmigung erteilt. Zum Zeitpunkt der Rohbauabnahme im Dezember 1905 waren die Pläne nochmals geändert worden, sodass die Gebrauchsabnahme erst im August 1906 erfolgen konnte. Im Nachgang wurden noch die Überdachung eines Lichtpausapparats sowie der Bau einer Gartenlaube durchgeführt.
Die Villa und die sie erschließende (ursprünglich private) Stichstraße sind auf dem vormaligen Gartengrundstück der Privatschule Kortegarn errichtet worden, dessen neuer Eigentümer Christian Bungarten an der gegenüberliegenden Straßenseite zeitgleich eine weitere Villa erbauen ließ. Stilistisch lässt sich die Villa Scheidgen dem späten Jugendstil zurechnen.
Im Juni 1949 ging die Villa, nunmehr am Nordrand des neuen Parlaments- und Regierungsviertels gelegen, gemeinsam mit benachbarten Gebäuden in den Besitz der Bundesrepublik Deutschland über. Noch in diesem Jahr war eine Aufstockung der Villa auf fünf Geschosse geplant, wurde aber nicht durchgeführt. Die Villa gehörte zunächst zu den Liegenschaften des Auswärtigen Amtes, das unmittelbar südlich 1955 ein neues Bürogebäude bezog. Später beheimatete sie einen Teil des ebenfalls mit seinem Hauptgebäude benachbarten Bundesministeriums für das Post- und Fernmeldewesen mit acht Mitarbeitern (Stand: 1974). Mitte der 1980er-Jahre sollte die Villa einem 400 m langen Neubau für das Auswärtige Amt weichen, dessen Umsetzung jedoch fallengelassen wurde.
Das Gebäude befindet sich weiterhin im Besitz des Bundes und ist derzeit leerstehend (Stand: Juli 2012). Es soll zukünftig Teil der Liegenschaft des Bundesamts für Justiz werden und die öffentlich zugängliche Eilauskunft aufnehmen, sodass sie außerhalb des Sicherheitsbereichs der Liegenschaft verbleibt.